# Ludwig Cyranek
Ludwig Cyranek (ur. 1 września 1907 w Herten, zm. 4 czerwca 1941 w Dreźnie) – działacz Świadków Jehowy w Niemczech podczas II wojny światowej, misjonarz, nadzorca produkcji i dystrybucji publikacji biblijnych w okresie zakazu działalności i prześladowań Świadków Jehowy, więzień i ofiara hitleryzmu.

## Życiorys
Ludwig Cyranek był synem Johanna Cyranka z Westfalii i jego żony Kathariny. Około roku 1924, gdy ukończył szkołę zawodową, dołączył do grupy religijnej Międzynarodowego Stowarzyszenia Badaczy Pisma Świętego, znanej później jako Świadkowie Jehowy.
5 maja 1927 roku został pełnoetatowym wolontariuszem Towarzystwa Strażnica w Biurze Oddziału w Magdeburgu. W październiku 1931 roku opuścił Niemcy. Przez następne cztery lata usługiwał jako misjonarz we Francji, Jugosławii, Austrii i Szwajcarii. W Austrii z narażeniem życia zajmował się powielaniem i rozprowadzaniem publikacji biblijnych, które przemycano z Czechosłowacji, Szwajcarii oraz z Włoch.
Na przełomie lat 1934/1935 powrócił do Niemiec, w których już od roku 1933 władze hitlerowskie prześladowały Świadków Jehowy, a w roku 1935 oficjalnie zakazały ich działalności. Po raz pierwszy został aresztowany 17 kwietnia 1935 roku, ale po otrzymaniu surowego ostrzeżenia został zwolniony. Ponownie został aresztowany 11 września tego samego roku. Sędzia zaplanował proces na 20 września 1935 roku, a do czasu rozprawy Cyranek został zwolniony. Korzystając z okazji, ukrył się i rozpoczął działalność konspiracyjną. 20 listopada 1935 roku wydano nakaz aresztowania Cyranka oraz rozpoczęto jego poszukiwania.
5 listopada 1936 roku został sługą strefy Świadków Jehowy na terenie Badenii, Hesji i Regionu Ren-Men (Main). Na następnej rozprawie, która odbyła się 9 kwietnia 1937 roku, został skazany na 18 miesięcy więzienia. W czasie gdy był poszukiwany i więziony, rodzice oraz rodzeństwo Ludwiga zmienili polsko brzmiące nazwisko Cyranek (jako źle odbierane przez nazistów) na Emter.
Po uwolnieniu 9 października 1938 roku po raz pierwszy wyjechał do Holandii, gdzie przygotowywał się do prowadzenia działalności konspiracyjnej na terenie III Rzeszy. W tym celu spotykał się z Robertem Arthurem Winklerem koordynującym działalność Świadków Jehowy w Niemczech.
Pod koniec lipca 1939 roku, posługując się fałszywym paszportem, powrócił do Niemiec. Tam na nowo zorganizował działalność Świadków Jehowy, która po falach masowych aresztowań z lat 1937–1938 została prawie całkowicie zlikwidowana przez nazistów.
Na początku 1940 roku opracował wydaną nielegalnie broszurę pt. Nie bój się!, zawierającą listy od Świadków Jehowy skazanych za sprzeciw sumienia. Broszura ta była potajemnie rozprowadzana w społeczności Świadków Jehowy. Cyranek pisał do kobiet będących Świadkami Jehowy listy, zawierające tajne wiadomości pisane sokiem cytrynowym, czytelne dopiero po odprasowaniu listu. Informacje te dotyczyły metod dystrybucji „Strażnic” w warunkach konspiracyjnych. Od czasu do czasu Cyranek odwiedzał Marię Hombach w Stuttgarcie, która współpracowała z nim w charakterze sekretarki. Dyktował jej sprawozdania opisujące działalność w Niemczech, które potem wysyłał do Arthura Winklera w Holandii nadzorującego działalność w Niemczech i Austrii. By informacje nie trafiły w niepowołane ręce, Hombach także zapisywała je sokiem cytrynowym.
W lutym 1940 roku szczęśliwie uniknął aresztowania podczas nalotu policji na dom, w którym spędził noc. Zdołał uciec i ostrzec współwyznawców w rejonie Magdeburga o podjętych przez policję krokach mających na celu kolejne aresztowania. Następnie wyjechał do Drezna, gdzie 6 lutego został aresztowany. Miejsce jego pobytu ujawnił tajnej policji prawdopodobnie Hans Müller z Drezna, który podjął współpracę z Gestapo jako V-Mann.
Po przesłuchaniu został oskarżony jako główny organizator antynazistowskiej działalności Świadków Jehowy na terytorium III Rzeszy (zarzuty: sabotowanie wysiłku obronnego armii niemieckiej i działalność w zakazanej organizacji IMDB [Międzynarodowe Stowarzyszenie Badaczy Pisma Świętego]). 20 marca 1941 roku został uznany za winnego i skazany na śmierć. Wyrok został wykonany 3 czerwca 1941 roku w Dreźnie. Pięciu innych Świadków Jehowy skazanych razem z nim otrzymało wieloletnie wyroki więzienia. Nazistowska prasa opublikowała informację o wykonaniu wyroku, który miał zniechęcać innych do podejmowania podobnej działalności, przedstawiając wyrok jako karę dla „bibelforszerów” (Badaczy Pisma Świętego), jak w III Rzeszy nazywano Świadków Jehowy.
Oficjalny organ prasowy NSDAP Völkischer Beobachter w wydaniu z 21 marca 1941 roku skomentował wyrok na Cyranka tymi słowami:
„Zakazane stowarzyszenie nie tylko uderza w służbę wojskową, ale również podjęło się sabotowania działań podejmowanych przez RLB (Reichsluftschutzbundes), co zagraża bezpieczeństwu i życiu niemieckich towarzyszy. Dlatego właśnie jego główny przywódca został skazany na śmierć, co w pełni odpowiada odczuciu ludzi, którzy muszą być przed takimi aktami chronieni.”
Po aresztowaniu i egzekucji Cyranka jego zadania przejął w dużym stopniu Julius Engelhardt.

## Upamiętnienie
Przy Elisabethstraße 19 w Herten umieszczono poświęconą jemu tablicę pamiątkową o treści: 1933–1945. Ludwig Cyranek widersetzte sich aus religiösen Gründen den Nazis. Am 3. Juli 1941 wurde er in Dresden hingerichtet. Nie wieder Faschismus!.